# Lagunas
Lagunas ist eine Ortschaft im Departamento Oruro im Hochland des südamerikanischen Anden-Staates Bolivien.

## Lage im Nahraum
Lagunas ist zentraler Ort des Kanton Lagunas, einem von drei Kantonen des Municipio Curahuara de Carangas in der Provinz Sajama.  Lagunas liegt am Westrand des Departamentos Oruro auf einer Höhe von 4152 m achtzehn Kilometer von der chilenischen Grenze entfernt, am rechten Ufer des Río Sajama an der Mündung des Río Suruna. Fünfzehn Kilometer nordöstlich von Lagunas liegt der Sajama, mit 6.542 m der höchste Berg Boliviens.

## Geographie
Lagunas liegt auf dem bolivianischen Altiplano an den östlichen Hängen der Anden-Gebirgskette der Cordillera Occidental.
Die mittlere Durchschnittstemperatur der Region liegt bei etwa 5 °C, der Jahresniederschlag beträgt nur etwa 200 mm (siehe Klimadiagramm Tambo Quemado). Die Region weist ein ausgeprägtes Tageszeitenklima auf, die Monatsdurchschnittstemperaturen schwanken nur unwesentlich zwischen 1 °C im Juni/Juli und gut 6 °C von November bis März. Die Monatsniederschläge liegen unter 10 mm von April bis Oktober und erreichen ihr Maximum in den Monaten Dezember bis März.

## Verkehrsnetz
Lagunas liegt in einer Entfernung von 224 Straßenkilometern westlich von Oruro, der Hauptstadt des gleichnamigen Departamentos.
Zehn Kilometer westlich von Lagunas liegt der Grenzort Tambo Quemado, und von dort aus führt – an Lagunas vorbei – die 1.657 Kilometer lange Nationalstraße Ruta 4 in östlicher Richtung. Die erste Teilstrecke der Ruta 4 führt auf 376 Kilometern über Curahuara de Carangas nach Cochabamba, von dort weitere 473 Kilometer weiter nach Westen bis zur Metropole Santa Cruz, und das letzte Teilstück über etwa 800 Kilometer führt von dort in südöstlicher Richtung bis nach Puerto Busch im Dreiländereck Bolivien-Brasilien-Paraguay.
In Curahuara de Carangas zweigt die Nationalstraße Ruta 31 in westlicher Richtung von der Ruta 4 ab und führt über Totora und Huayllamarca auf 141 Kilometern nach Oruro.

## Bevölkerung
Die Einwohnerzahl der Ortschaft ist in den vergangenen beiden Jahrzehnten um etwa ein Viertel angestiegen:
| Jahr | Einwohner | Quelle       |
| ---- | --------- | ------------ |
| 1992 | 130       | Volkszählung |
| 2001 | 187       | Volkszählung |
| 2012 | 164       | Volkszählung |
| 2024 |           | Volkszählung |

Die Region weist einen hohen Anteil an Aymara-Bevölkerung auf, im Municipio Curahuara sprechen 83,7 Prozent der Bevölkerung die Aymara-Sprache.